# 劳拉·乔治
劳拉·乔治（法語：Laura Georges，1984年8月20日—），法国女子足球运动员，场上位置是后卫。她曾代表法国国家队参加2003年、2011年和2015年国际足联女子世界杯，其中2011年世界杯获得殿军。